# Robert Joachim
Robert Friedrich Joachim (13 de enero de 1987–25 de noviembre de 2020) fue un deportista alemán que compitió en halterofilia. Ganó dos medallas en el Campeonato Europeo de Halterofilia, plata en 2018 y bronce en 2017.

## Palmarés internacional
| Campeonato Europeo | Campeonato Europeo | Campeonato Europeo | Campeonato Europeo |
| Año                | Lugar              | Medalla            | Categoría          |
| ------------------ | ------------------ | ------------------ | ------------------ |
| 2017               | Split (Croacia)    | Medalla de bronce  | 69 kg              |
| 2018               | Bucarest (Rumania) | Medalla de plata   | 69 kg              |